# Bicyclus danckelmani
Bicyclus danckelmani je leptir iz porodice šarenaca. Živi u istočnoj Tanzaniji. Stanište mu se sastoji od podplaninskih i gorskih šuma na nadmorskim visinama između 800 i 1800 metara.
Oba spola privlače fermentirane banane.

## Vanjske poveznice
|  | Zajednički poslužitelj ima još gradiva o temi Bicyclus danckelmani |
|  | Wikivrste imaju podatke o taksonu Bicyclus danckelmani             |